# Chorebus femoratus
Chorebus femoratus är en stekelart som först beskrevs av Vladimir Ivanovich Tobias 1962.  Chorebus femoratus ingår i släktet Chorebus och familjen bracksteklar. Inga underarter finns listade i Catalogue of Life.